# مبونغ أماتا
مبونغ أماتا (بالإنجليزية: Mbong Amata)‏، هي مُمثلة نيجيرية. في سنة 2004، حلت أماتا في المركز الثاني في مُسابقة ملكة جمال نيجيريا.

## أعمالها
- «إينالي» (بالإنجليزية: Inale)‏.
- «نوفمبر الأسود» (بالإنجليزية: Black November)‏.
- «نسيان يونيو» (بالإنجليزية: Forgetting June)‏.
- «من فريتاون» (بالإنجليزية: From Freetown)‏.
- «ماري سليسر» (بالإنجليزية: Mary Slessor)‏.
- «مُعضلة داريما» (بالإنجليزية: Darima's Dilemma)‏.
- «الذهب الأسود» (بالإنجليزية: Black Gold)‏.
- «عجلة التغيير» (بالإنجليزية: Wheel of Change)‏.
- «شامبانيا» (بالإنجليزية: Champagne)‏ (2014).[2][3][4]
- «المصرفي» (بالإنجليزية: The Banker)‏ (2015).
- «كذبة بيضاء صغيرة» (بالإنجليزية: A Little White Lie)‏ (2016).

## روابط خارجية
مبونغ أماتا على موقع IMDb (الإنجليزية)
- مبونغ أماتا على موقع قاعدة بيانات الفيلم (الإنجليزية)